# Shelleys glansspreeuw
Shelleys glansspreeuw (Lamprotornis shelleyi) is een vogelsoort uit de familie Sturnidae. De soort is genoemd naar de Engelse ornitholoog George Ernest Shelley (een neef van de dichter Shelley).

## Verspreiding en leefgebied
Deze soort komt voor Ethiopië, Kenia, Somalië, Soedan en Tanzania.